# Cupido de pie (Miguel Ángel)
El Cupido de pie fue una escultura en mármol realizada entre 1496 y 1498, por el escultor italiano Miguel Ángel.
Esta obra fue ejecutada durante la primera estancia de Miguel Ángel en Roma y al mismo tiempo que estaba realizando la escultura de Baco. El encargo se lo realizó el banquero romano Jacopo Galli, que quería un Cupido de tamaño natural en pie con aspecto de antigüedad y con un jarrón a sus pies. La obra se perdió con el tiempo. En una carta de Miguel Ángel dirigida a su padre con fecha del 19 de agosto de 1497, lo describe así: «un Apolo de cuerpo entero, desnudo, con el carcaj y las flechas a un lado: y tiene un vaso a los pies».
Jacopo Galli lo tuvo en su jardín hasta 1572 en que pasó junto con el Baco a la colección de los Médici, siendo la última noticia que se tiene sobre esta escultura.